# Fiat 666

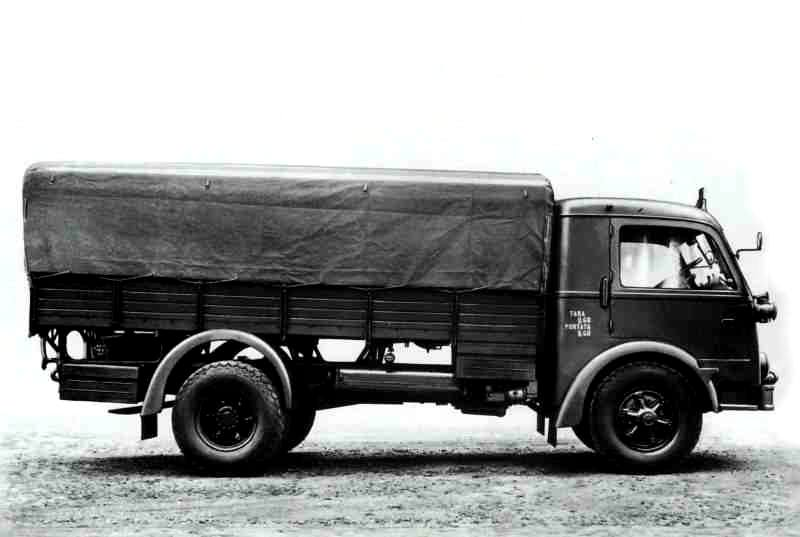

Le Fiat 666N est un camion lourd fabriqué par le constructeur italien Fiat V.I. de 1939 à 1948. Sa grande robustesse et fiabilité le feront rester sur le devant de la scène des poids lourds italiens pendant 10 ans. Il connaîtra 8 séries de "N" à "N7".
Lancé en même temps que le camion léger Fiat 626 avec qui il partage le même style, il inaugure la nouvelle cabine avancée de Fiat V.I.. Le 666 est la version lourde du 626.

## Histoire
Le Fiat 666 constitua la réponse de la firme turinoise à la volonté d'uniformisation du ministère des transports dans la gamme des camions lourds. Il inaugure la tradition Fiat V.I. des camions à cabine avancée.
Nota : le type de camion "unifié" était une imposition de l'armée du Roi d'Italie à tous les constructeurs pour que leurs modèles soient conformes aux critères de l'armée en cas de réquisition. Afin de pouvoir mobiliser facilement les camions civils en cas de guerre, le décret royal n°1809 promulgué le 14 juillet 1937 donna naissance aux camions dits "unifiés". Il s'agissait de fixer des règles précises pour l'étude et la production des camions moyens et lourds, communes aux véhicules civils et militaires. Dans le domaine des camions lourds, le décret préconisait l'utilisation d'un moteur Diesel, mais les moteurs essence étaient également admis, et spécifiait un poids maximal en charge de 12 000 kg, une charge utile minimale de 6 000 kg, un rayon de braquage de 8 m et une vitesse de 50 km/h. La largeur maximale de 2,35 m et la garde au sol minimale de 200 mm étaient communes entre les camions moyens et lourds.
Le Fiat 666 N fut produit dans de nombreuses variantes jusqu'en 1948, tant pour le marché civil (N à N7) que militaire. La version militaire sera présentée en 1940 et sera surtout employée sur le front de l'Est (Russie) et en Afrique Septentrionale Italienne. 

Le prototype du Fiat 666 N fut achevé à la fin de l'année 1938 et présenté à Mussolini le 15 mai 1939 à l'occasion de l'inauguration de l'usine de Mirafiori. La version militaire, le Fiat 666 NM (Nafta Militare) fut prise en charge par le CSM le 19 septembre 1940 pour effectuer les traditionnels tests d'évaluation en vue de son homologation. Elle se distinguait de la version civile par son plateau à ridelles latérales fixes, l'ajout de phares à l'acétylène. La première commande militaire de Fiat 666 NM fut passée le 10 janvier 1941.
Avec ce modèle, Fiat V.I. fera avancer l'utilisation des cabines avancées avec sa grande innovation technique : l'extraction très aisée du moteur par l'avant de la cabine facilitée par la présence de galets sous les deux rails de supportage.
Nota : Fiat 666 "N" signifie moteur diesel (N = nafta - gas-oil en italien), "B" signifie moteur essence (B = benzina - essence en italien).

## Caractéristiques
Le Fiat 666 était un camion lourd à cabine avancée, dont le dessin était très similaire à celui du Fiat 626. De face, le 666 était reconnaissable à la forme de sa calandre, plus incurvée en partie haute et rétrécie à la base. Sur les versions civiles, les clignotants électriques étaient placés plus bas que sur le 626.
La propulsion était assurée par le moteur Diesel Fiat 366 à 6 cylindres en ligne et soupapes en tête d'une cylindrée de 9.365 cm3 développant 105 ch DIN à 2 000 tr/min sur les 666 N civils et les 666 NM destinés à la Regia Aeronautica. Le régime moteur des 666 NM était bridé à 1 700 tr/min et ne développait que 95 ch. Le carburant était stocké dans le réservoir principal de 135 litres situé sur le côté droit du châssis avant d'être envoyé par une pompe dans le réservoir secondaire de 5,5 litres situé sous le tableau de bord qui alimentait par gravité la pompe d'injection. L'air était aspiré à travers deux filtres montés à l'arrière du moteur. Ces filtres étaient à cartouche jusqu'au moteur n°000530, ils seront ensuite remplacés par des filtres à bain d'huile. Comme sur le 626, le moteur pouvait facilement être sorti par l'avant, après avoir enlevé la grille de calandre, grâce aux galets dont étaient munis les deux supports arrière du bloc, roulant sur des guides fixés aux longerons du châssis.
L'embrayage monodisque à sec pouvait être démonté indépendamment de la boîte de vitesses et du moteur, en déposant simplement le carter postérieur. La boîte de vitesses comprenait 4 rapports avant et une marche arrière. Les freins à tambour hydraulique comportaient un servofrein à air comprimé commandé par pédale. Le réservoir d'air comprimé d'une capacité de 55 litres, placé sur le côté gauche du châssis (alors qu'il était à droite sur le 626), était gonflé à 5,5 bars. Sur la version NM, le pont postérieur était muni d'un système de blocage du différentiel.
Le circuit électrique fonctionnait sous 24 V pour les véhicules de la première série jusqu'au n°001089. Il fut ensuite modifié pour fonctionner sous 12 V pour les phares et les accessoires et sous 24 V pour le démarreur. Les deux batteries Marelli de 12 V chacune étaient logées dans un coffre sur le côté gauche du châssis, derrière le réservoir d'air comprimé.
Le plateau à ridelles mesurait 4,75 m de long sur 2,20 m de large et avaient une hauteur de 600 mm sur la version civile portée à 650 mm sur la version militaire. Il pouvait accueillir un char léger comme le Fiat L6/40. Les ridelles latérales comportaient plusieurs renforts intermédiaires.
Malgré ses dimensions généreuses et sa grande capacité de chargement, le Fiat 666 pouvait rouler à 60 km/h avec une remorque de 12 tonnes. À pleine charge, il pouvait franchir des pentes à 26 %. Grâce à son faible empattement et à la disposition de la cabine, il était aisé de circuler sur les routes sinueuses de montagne.

## Les différentes versions

### Le 666 BM - moteur à essence
Pour pallier les difficultés de démarrage du moteur Diesel à froid, dans les pays aux conditions climatiques extrêmes, (NDR : l'armée italienne était fortement engagée sur le front russe), Fiat présenta une version essence baptisée Fiat 666 BM (Benzina Militare). Contrairement au Fiat 626 BM, le 666 BM n'eut pas le temps d'entrer en production puisqu’il ne fut homologué par les autorités militaires qu'en juin 1943.

### Le 665 NM - Version traction intégrale 4x4
Si le Fiat 666 pouvait être utilisé en tout terrain dans une certaine mesure, l'expérience de l'armée italienne acquise en Afrique du Nord démontra la nécessité de disposer d'un camion à traction intégrale. Fiat décida alors d'utiliser la très bonne base du 666 BM pour en faire une version à quatre roues motrices, baptisée Fiat 665NM. La transmission aux roues avant était obtenue en remplaçant l'essieu existant par un autre de section tubulaire renfermant des demi-axes entraînés par un différentiel désaxé. Les réducteurs placés près des roues entraînaient une augmentation significative de la largeur de l'essieu et des garde-boue. 
Mis à l'étude en mars 1941, le Fiat 665 NM partageait l'essentiel de ses composants avec le 666 NM, comme la loi l'imposait pour faciliter l'entretien et les réparations. Le prototype fut présenté à l'été 1942 et le camion fut adopté par la circulaire 71587/103.1.4 en date du 24 novembre 1942. Une version blindée fut également fabriquée.
Il fut largement adopté par l'armée italienne à partir de novembre 1942, en même temps que la version blindée du 665NM. Ce camion blindé (7,5 mm d'épaisseur) était destiné à l'Afrique du Nord, d'où sa livrée jaune sable. 300 exemplaires de ce camion furent commandés, mais aucun ne connaîtra les sables d'Afrique car le premier lot de 110 unités fut réceptionné en Afrique du Nord le 30 avril 1943, soit après l'armistice. Les 110 exemplaires livrés à l'armée italienne furent utilisés dans les Balkans. Peu après l'armistice, quelque 665 NM blindés furent parqués à Udine lors de leur retour de Yougoslavie, armés d'une mitrailleuse Breda 30 fixée sur la cabine. 
Après septembre 1943, les forces armées de la RSI (République Sociale Italienne, la fin de l'époque mussolinienne) utilisèrent ce camion blindé, tout comme la Wehrmacht.

### Version porteur-remorqueur citernier
Construit sur un châssis Fiat 666 N, SAIV réalisa pour la Regia Aeronautica le porteur-remorqueur citernier modèle RA 4 auquel était attelée une remorque citerne Viberti modèle RA 6. Chaque citerne était séparée en trois compartiments et disposait d'un volume utile de 7.710 litres sur le porteur et de 10.995 litres sur la remorque. La distribution du carburant aux avions était assurée par deux pompes SAIV débitant à 100 litres par minute.

### Version atelier de campagne
À la demande de l'armée qui voulait des « ateliers volants », Fiat concevra en 1941 une version spécifique sur la base du 666 N. Chaque atelier mobile était formé de deux fourgons ateliers secondés par deux camions plateau bâchés transportant des pièces détachées et autre matériel. Bien qu'envoyés sur le front, ces ateliers mobiles étaient gérés directement par le constructeur turinois.

## Caractéristiques techniques
- Fiat 666NM - 1939
  - Moteur : Fiat 366 - 6 cylindres Diesel de 9 365 cm3
  - Alésage x course : 120 x 138 mm
  - Puissance : 105 ch à 2 000 tr/min
  - Vitesse maximale : 50 km/h
  - Poids à vide : 6 000 kg
  - Charge utile : 6 000 kg
  - Autonomie : 465 km sur route, 350 km en tout terrain

- Fiat 666N7 - 1948 dernière version produite
  - Moteur : 6 cylindres diesel 9 365 cm3 - 113 ch à 1 900 tr/min
  - Charge utile : 7 000 kg.

## Le Fiat 666 dans les armées étrangères
En 1944, durant l'occupation de l'Italie par l'Allemagne nazie, la Wehrmacht a déclaré avoir acquis 79 exemplaires du Fiat 666 NM et 2 Fiat 665NM blindés.
Nota : Fiat n'a jamais communiqué le nombre de véhicules livrés (ou fournis) aux armées étrangères.

## Le châssis pour autobus Fiat 666 RN & l'autobus Fiat 666 RNL
De 1939 à 1949, Fiat dériva du 666 un châssis surbaissé pour autobus. De 1939 à 1946, il fournit le châssis nu 660 RN aux différents carrossiers spécialisés, comme cela se pratiquait à l'époque, puis à partir de 1976, Fiat lança sa propre versions d'autobus les Fiat 666 RN et RLN, de 527 places. Par rapport au châssis normal 666 N, il avait un empattement porté à 5.800 mm et une garde au sol de 220 mm. Le châssis allongé était rigidifié à l'arrière par deux traverses et débarrassé des crochets d'attelage. Au droit de l'essieu arrière, les longerons étaient courbés pour abaisser au maximum le plancher de l'autobus. La suspension arrière ne comportait plus de ressorts compensateurs, qui étaient remplacés par des amortisseurs hydrauliques identiques à ceux montés à l'avant. La carrosserie, dessinée par Fiat était construite par Aeronautica d'Italia et Viberti, comportait des lignes particulièrement aérodynamiques. L'accès se faisait par deux portes. Les derniers bus sur châssis Fiat 666 RNL circulaient encore au début des années 1970.
Fiat fournit également la version châssis nu 666 RLN aux carrossiers spécialisés pour l'équipement en autocars et autobus spécifiques, comme cela était de coutume à l'époque.

## La gamme Fiat 666: N - NM - BM - RN - RNL - 665NM
| Modèle                      | 666 N                        | 666 NM                                                    | 666 BM                | 666 RN                         | 666 RNL                                      | 665 NM                                         |
| --------------------------- | ---------------------------- | --------------------------------------------------------- | --------------------- | ------------------------------ | -------------------------------------------- | ---------------------------------------------- |
| Type                        | Camion civil                 | Camion militaire                                          | Camion militaire      | Châssis surbaissé pour autobus | Autobus                                      | Camion militaire blindé                        |
| Composition                 | porteur 4x2                  | porteur 4x2                                               | porteur 4x2           | porteur 4x2                    | porteur 4x2                                  | porteur 4x4                                    |
| Années de fabrication       | 1939 - 1946                  | 1942 - 1944                                               | 1942                  | 1939 - 1946                    | 1946 - 1949                                  | 1942 - 1943                                    |
| Moteur type                 | Fiat 366 Diesel inj. directe | Fiat 366 Diesel inj. directe                              | Fiat 266 Essence      | Fiat 366 Diesel inj. directe   | Fiat 366/45 Diesel inj. directe              | Fiat 366 Diesel inj. directe                   |
| Cylindrée (cm3)             | 6 cyl. - 9 365               | 6 cyl. - 9 365                                            | 6 cyl. - 9 365        | 6 cyl. - 9 365                 | 6 cyl. - 9 365                               | 6 cyl. - 9 365                                 |
| Puissance (ch DIN à tr/min) | 105 à 2000                   | 95 à 2000                                                 | 110 à 2000            | 110 à 2000                     | 113 à 1900                                   | 105 à 2000                                     |
| Vitesse (km/h)              | 50 / 60                      | 50                                                        | 60                    | 75                             | 77                                           | 60                                             |
| Poids (kg) charge utile/PTC | 6 240 / 12 000               | 6 000 / 12 000                                            | 6 000 / 12 000        | 48 pl + chauffeur              | 48 pl + chauffeur                            | 7 200 / 12 400                                 |
| Dimensions (mm) L x l x H   | 7 095 x 2 350 x 2 850        | 7 095 x 2 350 x 2 850                                     | 7 095 x 2 350 x 2 850 | 7 095 x 2 350 x hauteur bus    | 7 905 x 2 350 x 2 694 (hors galerie de toit) | 7 345 x 2 670 x 2 730                          |
| Empattement (mm)            | 3 850                        | 3 850                                                     | 3 850                 | 5 100                          | 5 800                                        | 3 760                                          |
| Production (unités)         | > 8 000                      | ? pour l'armée italienne 59 exemplaires pour la Wehrmacht | 3 prototypes          |                                |                                              | 110 pour l'armée italienne 2 pour la Wehrmacht |

## Liens
- Fiat 666 sur Italie 1935-45